# Mikkel Kallesøe
Mikkel Kallesøe Andreasen (født 20. april 1997 i Lemvig) er en dansk fodboldspiller, der spiller for AaB i 1. Division.
Han har tidligere spillet for Viborg FF i efteråret 2017, hvortil han var på leje.

## Klubkarriere
Kallesøe spillede i Lemvig GF og FS Holstebro, inden han i 2012 skiftede fra Holstebro til Randers FC.

### Randers FC
Kallesøe blev rykket op i A-truppen allerede som 17-årig, da han som 16-årig underskrev sin første professionelle kontrakt med Randers i februar 2014. Kontrakten var dog først gældende fra sommeren 2014 og betød derfor også, at han som 17-årige ville blive rykket op på seniortruppen.
Kallesøe blev den 31. august 2017 udlejet til Kallesøe til Viborg FF for resten af 2017. Dette blev ifølge Tipsbladet betegnet som en overraskelse, da han havde fået spilletid i sæsonens seks sidste kampe samt en startplads i de sidste fire kampe. Viborg FF ønskede at beholde Kallesøe, efter han havde spillet 12 kampe i løbet af efteråret, men alligevel endte det med, at Kallesøe fra starten af 2018 vendte tilbage til Randers FC.